# Pabillonis
Pabillonis település Olaszországban, Szardínia régióban, Medio Campidano megyében. Lakosainak száma 2473 fő (2023. január 1.). Pabillonis Guspini, San Gavino Monreale, San Nicolò d'Arcidano, Gonnosfanadiga, Mogoro és Sardara községekkel határos.

## Népesség
A település lakossága az elmúlt években az alábbi módon változott:
| Lakosok száma | 2777 | 2717 | 2473 |
|               | 2017 | 2018 | 2023 |